# Il Saltarello Romano

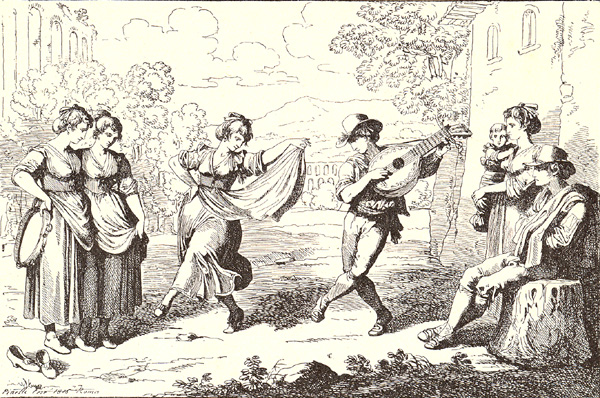
Saltarello, Zeichnung von Bartolomeo Pinelli, etwa 1830

Il Saltarello Romano ist ein Klavierstück von Fanny Hensel aus dem Jahre 1841, dessen Motiv sie sich während der Italienreise in Rom notiert hatte. Sie veröffentlichte es 1847 als Finalstück der Vier Lieder für das Pianoforte op. 6 beim Berliner Musikverlag Bote & Bock. Es handelt sich um die künstlerische Adaption des italienischen Tanzes Saltarello in virtuos-pianistischer Manier als Vortragsstück und ist in der Reinschrift mit der  Zusatzbezeichnung Tarantella charakterisiert.

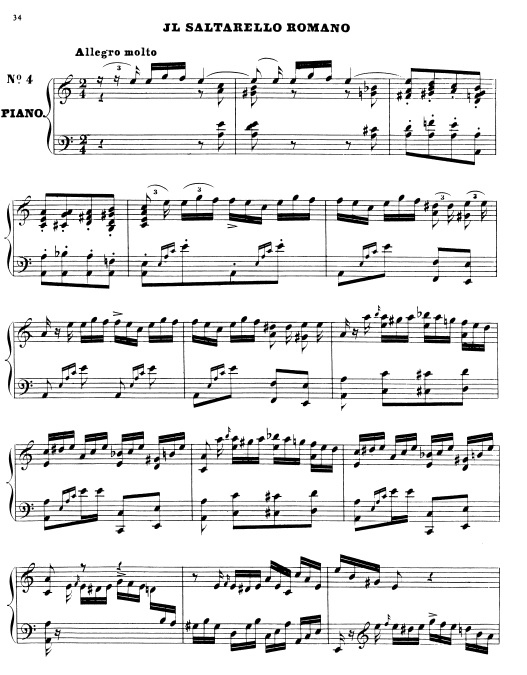
Notenblatt des Saltarello, Bote & Bock, 1847

## Musikalische Struktur
Fanny Hensels Saltarello (deutsch: „kleiner Sprung“) steht in der Tonart a-Moll und ist, abweichend von dem im Riemann-Musiklexikon für diesen Tanz angegebenen Dreiertakt (auch ungerader Takt), im 2/4-Takt und in Hensels Reinschrift 4/8-Takt (beides gerade Takte) geschrieben.
Nach einer viertaktigen Introduktion erscheint das tänzerische Hauptthema, das in freier Form mehrmals wieder erscheint. Seine federnden Sechzehnteltriolen münden jedes Mal in rhythmisch-hüpfende Triolen (ähnlich einer Punktierung), was dem Charakter des Tanzes mit seinen springenden Figuren entspricht. Als Tempo gibt Hensel Allegro molto (sehr schnell) an. Triolengirlanden durchziehen das ganze Stück und sind eine Reminiszenz an den für diese Tanzform tradierten Dreier-Takt. Der tänzerische Melodiebogen des Stückes steigert sich immer wieder neu in klanglich reizvollen Modulationen bis zu wilden Temperamentsausbrüchen. Die zusätzliche Bezeichnung Tarantella in Hensels Reinschrift charakterisiert darüber hinaus den ungestümen Gestus, den die Komponistin diesem alten Tanz verliehen hat, dessen Wurzeln ins 14. Jahrhundert zurückreichen. Der Zusatz Romano lässt die Frage nach einem speziellen römischen Tanztyp zu.
Das virtuose, 133 Takte lange Stück ist ohne Wiederholungsteile, wie sie bei alten Tänzen gebräuchlich waren, komponiert und dauert etwa dreieinhalb Minuten. Seine Dynamik steigert sich bis zu einem {\displaystyle f\!\!f} (fortissimo), sein Tempo am Ende zu einem più presto (noch schneller), das in eine temperamentvolle arpeggierende Schlusskadenz mündet.
Skizziert während der Italienreise, wurde der „Saltarello Romano“ 1841 fertiggestellt.

### Lieder für das Pianoforte
„Lieder ohne Worte“ für das Klavier, zu denen die Komponistin ihren Saltarello zählte, waren eine Spezialität der Geschwister Fanny Hensel und Felix Mendelssohn Bartholdy. Il Saltarello Romano (auch Tarantella von ihr genannt) mit der Tempobezeichnung Allegro molto ist das letzte Stück ihres Opus 6 Vier Lieder für das Pianoforte, Berlin 1847. Das Opus gehört zu den wenigen Werken, die sie vor ihrem frühen Tod noch selbst veröffentlichte. Von den vier Liedern haben Nummer eins und drei die Bezeichnung Andante espressivo und Nummer zwei (wie vier) Allegro molto. Als zusätzliche Tanzbezeichnung wird das letzte Lied autograph sowohl Saltarello als auch in der Reinschrift Tarantella genannt.
Lieder für Klavier bedeuteten nicht nur die Übertragung einer gesungenen Linie auf das Klavier, jenes Instrument, das Melodie und Begleitung gleichzeitig darstellen kann, sondern durch klavieristische Virtuosität konnte dem Gesang eine dynamisch-lebhafte Gestalt verliehen werden, wie bei den Nummern zwei und vier des Opus 6 Fanny Hensels; letztere die von einem römischen Aufenthalt 1841 inspirierte Tarantella (um mal den geläufigeren Fachausdruck zu verwenden). Der Titel „Lieder“, zusammen mit sowohl ruhigen als auch bewegten Tempoangaben, deutet zudem auf Fanny Hensels eigenes ausdrucksstarkes, singendes Klavierspiel, wie es sich im virtuosen Genre des Il Saltarello Romano entfalten konnte.
Schon um 1832 komponierte Hensel ein Duett für Tenor und Sopran. Mit den Fingern zu singen, also ein „Lied ohne Worte“ für Klavier, das sie ihrem Bruder Felix ins Tagebuch schrieb.

## Bezug zum Land der Sehnsucht und zum Bruder Felix Mendelssohn
An ihrem Saltarello ist Fanny Hensels Bezug zum vierten Satz der Italienischen Sinfonie ihres Bruders Felix zu erkennen: 1833 hatte er seine 4. Sinfonie komponiert, deren Finalsatz Saltarello. Presto überschrieben ist und den gleichen rhythmischen Tanzstil aufweist. Die Verbundenheit zum Land der Sehnsucht Italien äußerte sich in jener Zeit der Romantik bei Hensel insbesondere durch ihre Italienreise von Ende August 1839 bis Mitte September 1840. Dort wurde sie zu Kompositionen und Skizzen inspiriert, die sie später ausarbeitete, darunter ihren Saltarello Romano.

## Hörproben und Partitur
- YouTube-Seite mit einer Aufnahme der Pianistin Daniela Willimek
- Fanny Mendelssohn Hensel: Il saltarello romano. Op. 6, no. 4. (= Classical discoveries. 4.) Elkin, London 1958, OCLC 60711957.
- Felix Mendelssohn, Italienische Sinfonie. 4. Satz Saltarello. Presto

- Saltarello Romano, Römischer Volkstanz im schnellen 6/8 tel Takt